# معركة ثغرة أرجنتا
كانت معركة ثغرة أرجنتا بمثابة اشتباك شكل جزءًا من هجوم الحلفاء في حملة ربيع عام 1945 خلال الحملة الإيطالية في المراحل الأخيرة من الحرب العالمية الثانية . وقعت المعركة في شمال إيطاليا في الفترة من 12 إلى 19 أبريل 1945 بين قوات الفيلق البريطاني الخامس بقيادة الفريق تشارلز كيتلي والوحدات الألمانية من فيلق الدبابات السادس والعشرون بقيادة الفريق جنرال دير بانزتروب .